# Isola di Capraia (Arcipelago toscano)
L'isola di Capraia (Isula di Capraghja in dialetto capraiese, Isoa de Cravæa in ligure, Isula di Capraia in corso) è un'isola appartenente all'Arcipelago toscano e situata nel Mar Ligure. Tuttavia, pur appartenendo ora alla Toscana, Capraia, già territorio storico della Repubblica di Pisa prima e della Repubblica di Genova poi, assieme alla vicina Corsica, ha fatto parte della Provincia di Genova e della Liguria fino al 1925.
Dal punto di vista amministrativo, essa coincide con Capraia Isola, comune della provincia di Livorno.

## Descrizione
L'isola di Capraia è situata all'imbocco del Canale di Corsica e del Canale di Piombino, i bracci di mare che collegano il Mar Ligure con il Mar Tirreno. Si trova a 64 km da Livorno, 53 dal promontorio di Piombino, 37 dalla Gorgona e 31 dalla Corsica. È l'isola dell'Arcipelago Toscano più lontana dalla terra ferma, trovandosi più vicina alla costa orientale della Corsica che alla costa toscana, rispetto alla quale sorge a ovest del Golfo di Baratti. Si tratta, per grandezza, della terza isola dell'arcipelago dopo l'Elba e il Giglio. È infatti lunga circa 8 km (da punta Teglia a nord a punta dello Zenòbito a sud) e larga 4, per una superficie di 19,26 km². Il perimetro è di circa 30 km.
È un'isola di origine vulcanica, con il più recente cono di eruzione ancora oggi ben visibile per metà nella tipica cala Rossa, sicuramente una delle cale più particolari dell'arcipelago. Presenta coste alte e rocciose con assenza di spiagge ed un piccolo bacino lacustre nell'area più interna montuosa, con cime lungo una catena centrale (che si avvicina fino a 1 km dalle coste) con vette di oltre 400 metri. Il rilievo maggiore è il monte Castello alto 447 metri, che sul versante occidentale si avvicina al mare con dirupi mentre su quello orientale scende più dolcemente con piccole valli torrentizie ("vadi"), la più importante delle quali è il vado del Porto, lungo circa 3 km, che sfocia presso Capraia Porto.
Da un punto di vista geologico la composizione dell'isola è prevalentemente caratterizzata da colate di andesite, associate a tufo e breccia, mentre alla punta dello Zenòbito si trovano rocce basaltiche più recenti. All'estrema punta meridionale sono visibili i resti di un antico vulcano non più attivo, esploso in epoca remota, che ha lasciato traccia nelle pareti rocciose a forma di tronco di cono, con colori variabili tra il rosso e il nero dovuti all'accumulo di lava che si è depositata sulle scogliere (la Cala Rossa). La costa è rocciosa e spesso inaccessibile via terra per la mancanza di strade; vi si aprono grotte e insenature, con guglie di roccia dovute all'erosione dell'acqua.
Attualmente fa parte del Parco Nazionale dell'Arcipelago Toscano. La vegetazione è ricchissima e presenta alcune specie endemiche rarissime. Tra queste spiccano le tre specie dell'isolotto della Peraiola, distante solo pochi metri dall'isola principale, ma sufficienti per isolare alcune specie che si sono evolute diversamente dall'isola vicina: una ginestra senza spine (sull'isolotto non pascolavano infatti le capre), una lumaca e una lucertola. Sul versante ovest dell'isola, su pareti ripidissime, vive ancora la palma nana, risalente a quando tutta l'Europa era coperta da specie oggi presenti solo molto più a sud.
Prevale la gariga (vegetazione a cavallo tra la steppa e la macchia mediterranea) con elicriso, cisto marino, mirto, lentisco, rosmarino, oleandro, euforbia arborea, ecc. Le capre selvatiche e le foche monache della fauna sono oggi estinte. Da segnalare, infine, lo Stagnone della Capraia, piccola zona umida che si estende nella parte alta dell'isola. Tra gli aspetti curiosi, spicca la denominazione Punta della Fica alla penisoletta che sorge lungo la costa orientale a ridosso dell'abitato, rispetto al quale è ubicata poco a sud.

## Toponomastica dell'isola

### Insenature
- Cala della Carbicina
- Cala del Ceppo
- Cala del Fondo
- Cala del Moreto
- Cala della Mòrtola
- Cala Nuova
- Cala dei Porcili
- Cala del Reciso
- Cala della Ripa
- Cala Rossa
- Cala di San Francesco
- Cala del Vetriolo
- Cala dello Zurletto
- Cala dello Zurlittello
- Calanca
- Getti del Micione
- Mergonalia
- Macinaiolo
- Porto Vecchio
- Radice
- Sdragonato
- Seno della Peruccia

### Promontori
- Capo di Scòpoli
- Punta dell'Acquissùcola
- Punta delle Barbice
- Punta del Capo
- Punta del Cavallo
- Punta della Civitata
- Punta delle Cote
- Punta del Ferraione
- Punta della Fica
- Punta del Fondo
- Punta delle Linguelle
- Punta della Manza
- Punta dell'Ortondomo
- Punta del Patello
- Punta di Porto Vecchio
- Punta del Recisello
- Punta del Sale
- Punta della Seccatoia
- Punta delle Scaffe
- Punta del Trattoio
- Punta del Turco
- Punta dei Vecchiaioli
- Punta del Vecchiaione
- Punta dello Zenòbito

### Rilievi
- Monte Albero
- Monte Arpagna
- Monte Campanile
- Monte Casalino
- Monte Castelletto
- Monte Castello
- Monte Castelluccio
- Monte Encrociate
- Monte Forcone
- Monte Gavagnolo
- Monte Maione
- Monte delle Penne
- Monte Persalle
- Monte Pontica
- Monte Pozzalamone
- Monte Ripalta
- Monte delle Ripe
- Monte Rosso
- Monte Rucitello
- Monte della Scopa
- Monte del Sondaretto
- Aghiale
- Calcinaio
- Campo dell'Oro
- Grotta del Prete
- Noceto
- Finestra Pisana
- Mandrie
- Pentoni di Rosanna
- Piana dello Zenòbito
- Piano* Piazzole
- Poggio
- Regione di Fronte
- Seccatoia
- Serra
- Stagnoli
- Stagnone
- Torre del Bai.

### Isolotti
- Formiche
- Isola Manza
- Peraiola
- Scoglio della Capra
- Scoglio del Gatto
- Scoglio della Menaglia
- Scogli del Mosè
- Scoglio del Reciso
- Scoglione.

### Torrenti
L'idrografia dell'isola è caratterizzata da corsi d'acqua ripidi a carattere non perenne, chiamati localmente vadi (dall'arabo uadi).
- Vado dell'Acciatore
- Vado dell'Aghiale
- Vado dell'Albero
- Vado del Capo
- Vado della Carbicina
- Vado del Casalino
- Vado del Ceppo
- Vado delle Cote
- Vado del Codolone
- Vado della Cosciscola
- Vado dell'Erbicina
- Vado Gavagnolo
- Vado della Grotta
- Vado delle Linguelle
- Vado del Moreto
- Vado del Mulino
- Vado dell'Orto di Morello
- Vado dei Porcili
- Vado del Porto
- Vado del Porto Vecchio
- Vado delle Saline
- Vado del Saracello
- Vado della Scopa
- Vado del Serpaio

## Vegetazione
Prevale la gariga (vegetazione a cavallo tra la steppa e la macchia mediterranea), specie frequenti sono:
- elicriso;
- cisto marino;
- mirto;
- lentisco;
- rosmarino;
- oleandro;
- euforbia arborea;

Sul versante ovest dell'isola in corrispondenza della Punta del Dattero, su una parete ripidissima, vive anche la palma nana, una delle stazioni più a nord di questa specie. Da segnalare, infine, lo Stagnone della Capraia (o Laghetto), piccola zona umida che si estende nella parte alta dell'isola, recentemente recuperato dal Parco Nazionale Arcipelago Toscano.

## Endemismi

### Flora
La flora è ricca e presenta alcune specie endemiche rarissime. Tra queste spiccano le tre specie dell'isolotto della Peraiola, distante solo pochi metri dall'isola principale, ma sufficienti per isolare alcune specie che si sono evolute diversamente dall'isola vicina.
- Centaurea gymnocarpa (Fiordaliso di Capraia)
- Saxifraga caprariae Mannocci, Ferretti, Mazzoncini & Viciani .
- Saxifraga granulata var. brevicaulis
- Silene capraria
- Lavanda stecare
- Linaria capraria (Linaria di Capraia)
- Calicotome villosa var. inermis (Ginestra spinosa della Peraiola), presente anche sull'Isola dei Topi
- Mentha requienii ssp. bistaminata (Menta di Capraia)
- Romulea insularis
- Orchis provincialis var. capraria (Orchidea di Capraia)
- Borago pygmaea
- Carex microcarpa
- Cymbalaria aequitriloba
- Galium caprarium
- Limonium contortirameum (Limonio a rami contorti)
- Pancratium illyricum (Giglio di mare)
- Soleirolia soleirolii
- Stachys corsica
- Stachys glutinosa
- Stachys salisii
- Trisetaria burnoufii
- Chamaerops humilis (palma nana o palma di San Pietro)

### Fauna
- Tacheocampylaea tacheoides (Lumaca della Peraiola)
- Podarcis sicula ssp. caporiaccoi (Lucertola della Peraiola)
- Monachus monachus[4]

## Origini del nome
Il nome dell'isola si riferì, sin dall'Antichità classica, alla presenza di capre (àighes): Aigylion (Αιγύλιον) in greco antico, Capraria e Caprasia in latino, Capraghja in dialetto capraiese e Cravæa in ligure. Le capre selvatiche sono oggi estinte sull'isola.

## Il porto
Il porto di Capraia si trova in un'insenatura abbastanza riparata sulla costa nord-orientale, protetto su uno sperone a picco dalla fortezza genovese, il Forte di San Giorgio. Anticamente qui si trovava una villa romana, i cui resti però furono ricoperti dopo gli scavi. Dal porto una strada di circa un km lungo il golfo porta al paese di Capraia Isola. Sulla stessa strada viene regolarmente effettuato un servizio di linea di autobus di trasporto pubblico locale. 

## Il paese
Il centro di Capraia Isola si trova a 52 metri di altitudine. Da qui si può salire al Forte di San Giorgio, a 91 m di altitudine, eretto dai genovesi dal 1540 a seguito della distruzione ad opera del corsaro Dragut del fortilizio di antiche origini pisane. Davanti al castello, in una casa soggiornò Francesco Domenico Guerrazzi in esilio. A sud di Capraia Isola, in località La Piana, la chiesa di Santo Stefano, fondata nel IV secolo, testimonia l'insediamento antico.

## Galleria d'immagini

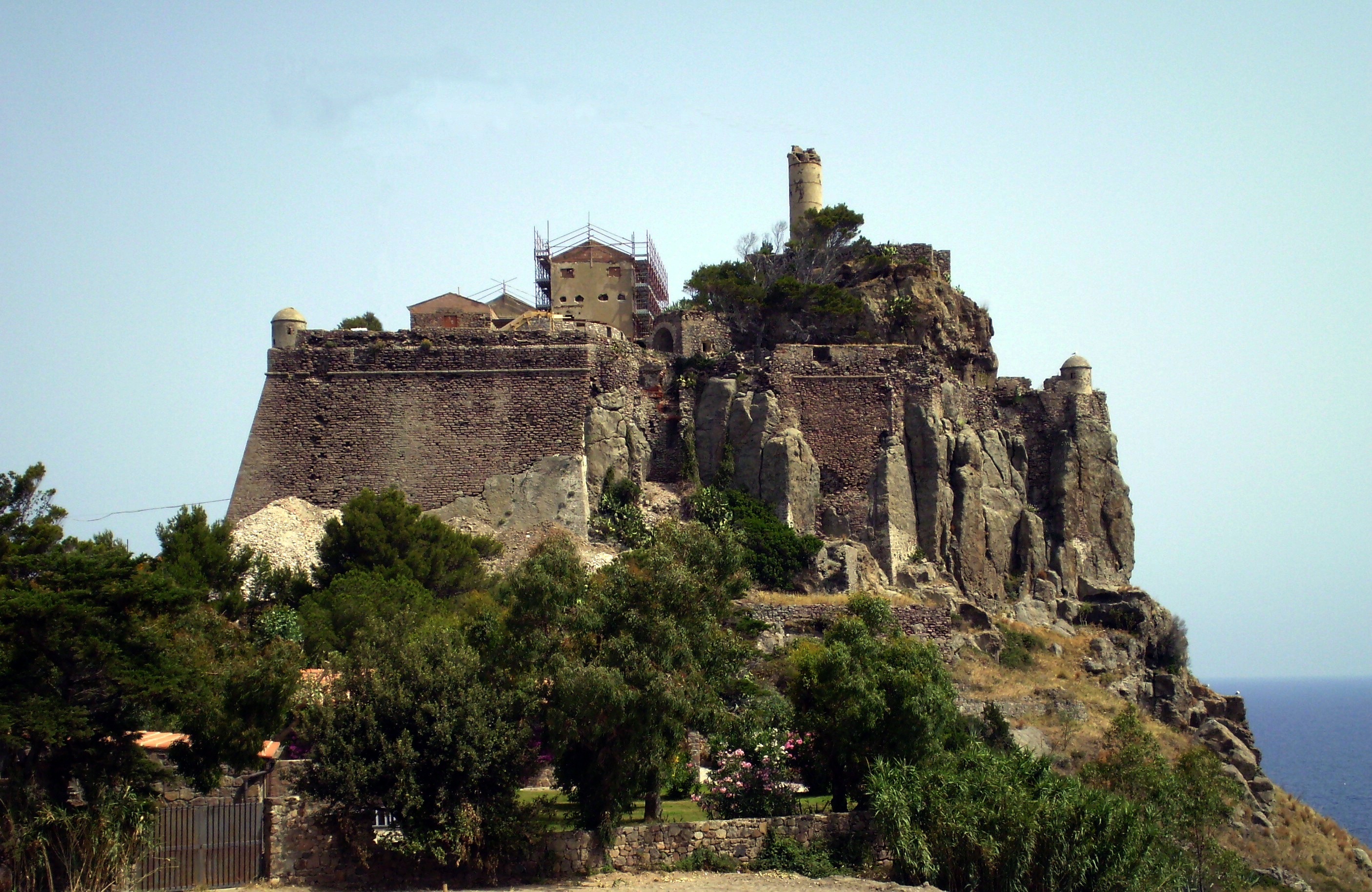
Forte di San Giorgio
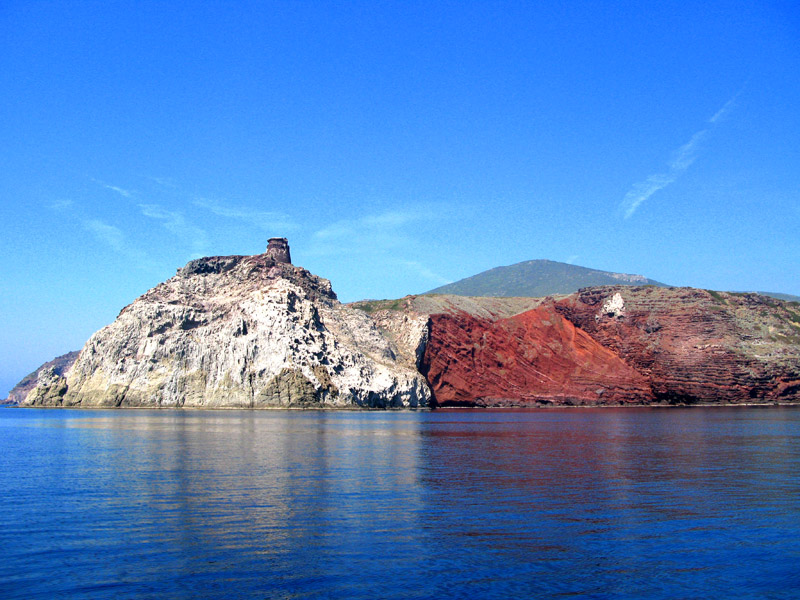
Cala Rossa
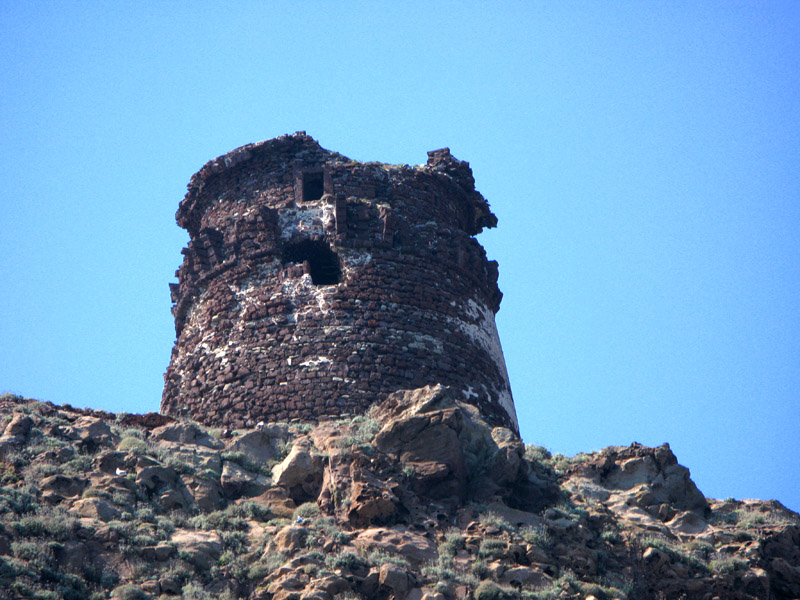
Torre dello Zenobito
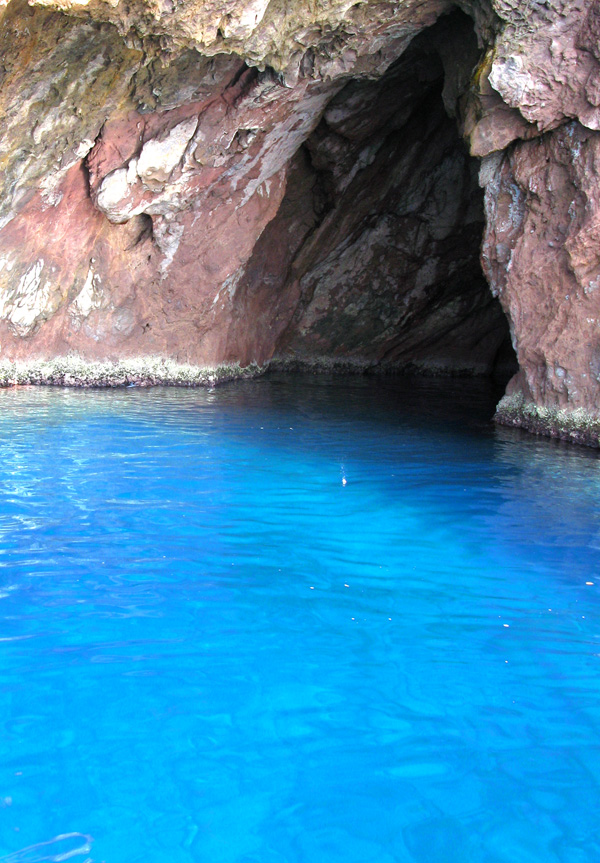
Grotta marina